# Choi Sang-mok
Choi Sang-mok (en coreano: 최상목 ; Seúl, 7 de junio de 1963) es un político surcoreano que ejerció el cargo de vice primer ministro y de ministro de Economía y Finanzas surcoreano desde finales de diciembre de 2023 hasta mayo de 2025, fue presidente interino y primer ministro de Corea del Sur desde el 27 de diciembre de 2024 hasta el 24 de marzo de 2025, durante la suspensión del primer ministro Han Duck-soo.

## Vida personal y educación
Choi nació el 7 de junio de 1963 en la ciudad de Seúl, ubicada en Corea del Sur. 
Después de graduarse de la Escuela Secundaria Osan en Seúl (72.º), ingresó al Departamento de Derecho de la Facultad de Derecho de la Universidad Nacional de Seúl (Clase 82) en 1982, eligió el Departamento de Derecho en su segundo año, y aprobó el 29º Examen de Administración Pública en 1985. Después de graduarse de la Facultad de Derecho de la Universidad Nacional de Seúl en 1986, completó una maestría en administración pública en la Escuela de Posgrado de Administración Pública de la Universidad Nacional de Seúl .
A su edad de 23 años, Choi se alistó en el Ejército surcoreano, específicamente el 13 de octubre de 1986 tras ser adjudicado como Guardia Nacional de seis meses por razones independientes, sirvió como soldado administrativo (especialidad administrativa general) en la Oficina de Comando del Cuartel General del Ejército y se desmovilizó como soldado raso el 12 de abril de 1987.

## Carrera Política

### Vice primer ministro de Asuntos Económicos (2013-2014)
Desde octubre de 2013 hasta julio de 2014, Choi se desempeñó como vice primer ministro de Asuntos Económicos y asesor de políticas del Ministro de Estrategia y Finanzas. En julio de 2014, ocupó el cargo de Secretario de Economía y Finanzas en la Oficina del Director Económico de la Secretaría de la Presidencia. Posteriormente, Choi regresó al Ministerio de Finanzas de Corea del Sur y fue ascendido al puesto de viceministro, desempeñándose como primer viceministro del Ministerio de Estrategia y Finanzas hasta mayo de 2017, cuando el gobierno de Moon Jae-in asumió el poder. 

### Vice primer ministro (2022-2024)
En marzo de 2022, después de que Yoon Suk-yeol fuera elegido presidente, participó en el 20º Comité de Transición Presidencial como secretario de la División Económica 1. Como se ha desempeñado como secretario del comité de transición, está atrayendo la atención como candidato a primer vice primer ministro y ministro de Economía y Finanzas del gobierno de Yoon Suk-yeol y presidente de la Comisión de Servicios Financieros junto con el representante Choo Kyung-ho y exjefe de la Oficina de Coordinación de Asuntos Estatales. Sin embargo, fue designado para el puesto de Secretario Económico Jefe en la Oficina del Presidente.

#### Ministro de Economía y Finanzas (desde 2022)
Tras ser nombrado como vice primer ministro y ministro de estrategia y finanzas de Corea del Sur, por el presidente Yoon Suk Yeol, dijo en una conferencia de prensa que fortalecer los esfuerzos para estabilizar los medios de vida de las personas sería la prioridad más importante bajo su liderazgo.

### Presidente interino y primer ministro (2024- 2025)
Tras la destitución del primer ministro de Corea del Sur y presidente interino Han Duck-soo, el 27 de diciembre de 2024, Choi asumió los roles de presidente interino y primer ministro interino de Corea del Sur. 
Uno de los primeros sucesos ocurridos durante su periodo de presidencia interina fue el accidente del vuelo 2216 de Jeju Air, el más mortífero ocurrido en territorio surcoreano, este produjo apenas dos días después de que Choi asumiera sus cargos actuales. Uno de sus primeros actos fue declarar a Muan, donde ocurrió el desastre, como zona especial de desastre. 
El 31 de diciembre de 2024, Choi nombró a Jeong Gye-seon y Cho Han-chang para el Tribunal Constitucional de Corea como parte de los esfuerzos para cubrir las vacantes en el tribunal, cuestión que contribuyó al juicio político de Han cuando se negó a cubrir tres vacantes en la cámara.